# Filtr pasywny

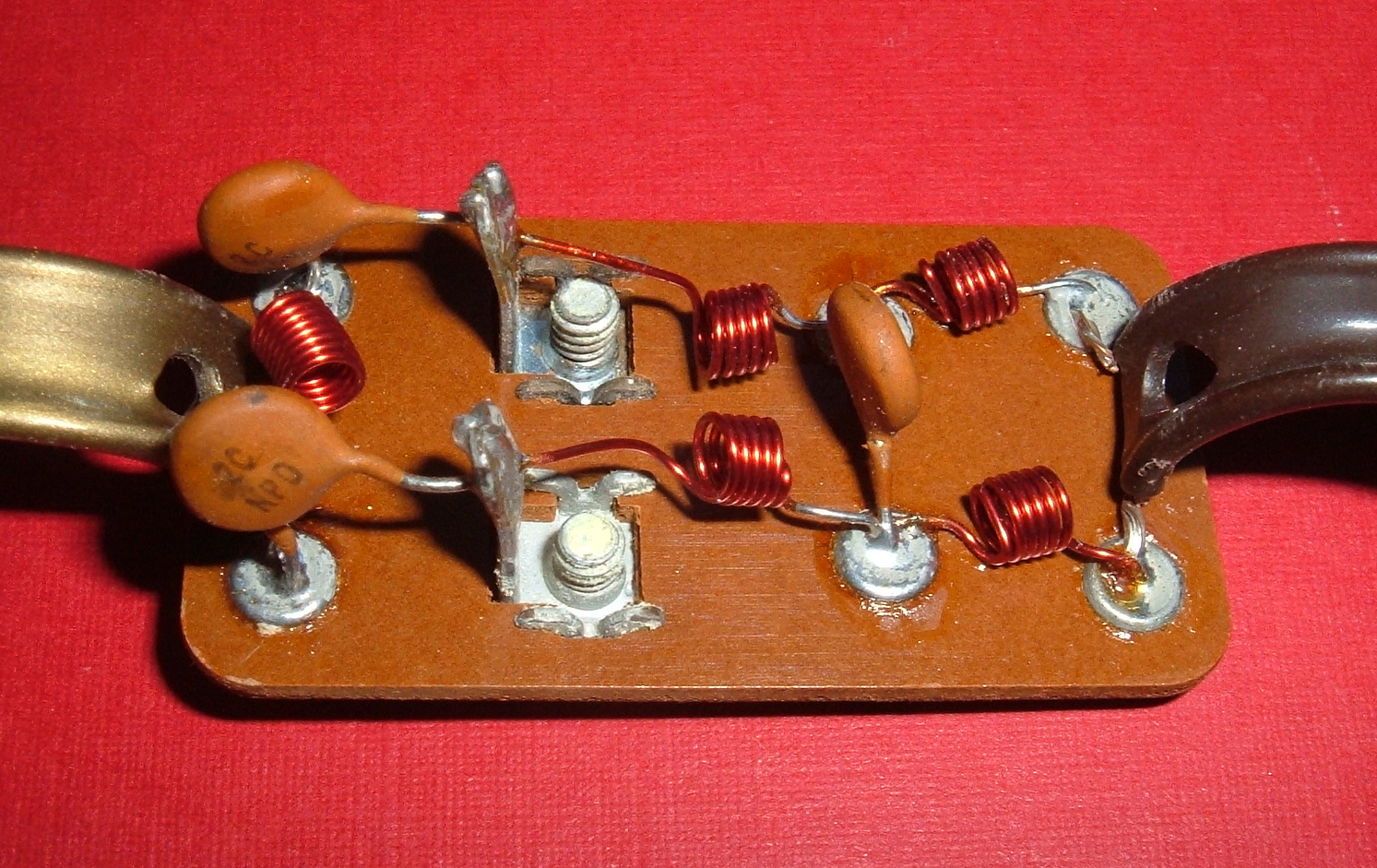
Rozdzielacz sygnału antenowego VHF i UHF z telewizora. Wejście na środku, z prawej filtr dolnoprzepustowy, z lewej górnoprzepustowy.

Filtry pasywne – filtry wykonane tylko z pasywnych elementów RLC. Przy odpowiednim połączeniu tych elementów można uzyskać wszystkie typy filtrów. Filtry pasywne wykonuje się też jako elementy z materiałów piezoelektrycznych z odpowiednio napylonymi elektrodami.

## Filtry pasywne w zasilaczach
Najprostszym rodzajem filtra pasywnego, szeroko stosowanego w elektronice, jest filtr dolnoprzepustowy w postaci kondensatora o dużej pojemności połączonego równolegle do filtrowanego napięcia (z ewentualnym szeregowym opornikiem). Urządzenia elektroniczne są często zasilane z sieci energetycznej za pomocą zasilaczy, w których napięcie sieci (o skutecznej wartości 230 V) jest transformowane na niskie napięcie użyteczne (np. 12 V), które jest następnie prostowane za pomocą prostownika dwupołówkowego. Napięcie wyjściowe takiego prostownika ma przebieg tętniący. Dopiero równoległe dołączenie kondensatora o odpowiedniej pojemności powoduje znaczne zmniejszenie amplitudy tętnień, czyli właśnie proces filtrowania. Im większa jest pojemność użytego kondensatora tym bardziej napięcie wyjściowe ma przebieg zbliżony do przebiegu stałego.
Przy dużych natężeniach prądu obok kondensatorów stosuje się cewki włączone szeregowo z odbiornikiem, zwane w takim przypadku dławikami. Zmiany prądu w cewce wywołują powstanie napięcia przeciwdziałającego tym zmianom, a tym samym wygładzenie przebiegu prądu.

## Filtry pasywne RC

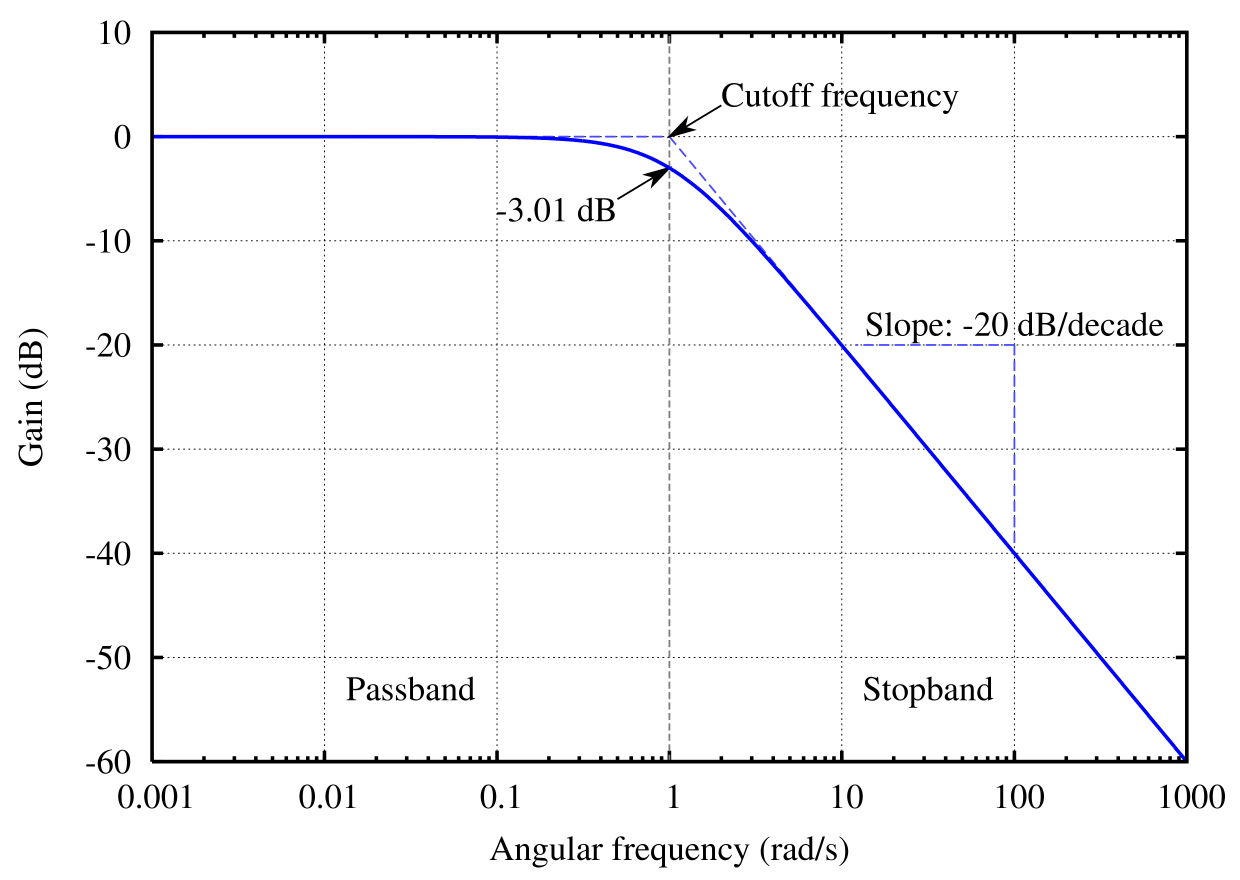
Charakterystyka filtra dolnoprzepustowego RC, dla którego amplituda w paśmie tłumienia opada z prędkością 20 dB na dekadę.

Przykładowy pasywny filtr dolnoprzepustowy zrealizowany z opornika i kondensatora:
Jeśli w powyższym układzie elementy C i R zostaną zamienione, wówczas powstanie pasywny filtr górnoprzepustowy.
W obu przypadkach częstotliwość graniczna filtru wynosi: {\displaystyle f_{g}={\frac {1}{2\pi RC}},} a charakterystyka amplitudowa w paśmie tłumienia opada o 20 dB na dekadę.

## Filtry pasywne LC
Para elementów LC dostrojonych do określonej częstotliwości będzie się zachowywać, w zależności od sposobu włączenia do układu, jak filtr środkowoprzepustowy (używany np. do strojenia radiowych odbiorników AM) lub jak filtr środkowozaporowy (używany do tłumienia niepożądanego pasma częstotliwości). Pasywne filtry LC znajdują zastosowanie również w elektrycznych układach napędowych. Stosowane na wyjściu falownika, często nazywane filtrami sinusoidalnymi, ograniczają min. straty dodatkowe w silniku, starzenie się izolacji, erozję łożysk i hałas wytwarzany przez silnik. Przykładem pasywnego filtru indukcyjnego jest również element reaktancyjny o dużej indukcyjności stosowany w obwodzie wyjściowym prostownika. Podstawowym zadaniem takich dławików wygładzających jest ograniczenie pulsacji wyjściowych prostownika.

## Podsumowanie
Wszystkie rodzaje charakterystyk filtrów mogą być uzyskane za pomocą szeregowego lub równoległego połączenia kilku filtrów. Jednakże tłumienie sygnałów, poza pasmem przenoszenia, dla filtrów pasywnych często jest zbyt małe. Ponadto kaskadowe połączenie kilku filtrów skutkuje znacznym tłumieniem amplitudy, również w paśmie przenoszenia – w takich przypadkach zastosowanie mają filtry aktywne.